# 易県 (雄県)
易県（えき-けん）は中華人民共和国河北省にかつて存在した県。現在の保定市雄県北西部に相当する。現在河北省には同名の易県が存在するが、別地域に存在した県である。
秦代に設置された。三国時代には魏により易城県と改称、南北朝時代には北魏により再び易県と改称された。北斉により廃止された。